# فيلدجندري
فيلدجندري أو الشرطة العسكرية لفيرماخت (تُلفظ بالألمانية: [ˈfɛlt.ʒãˌdaʁməʁiː]  ( سماع) وصلة=| عن هذا الصوت، قالب:Lit. كانت «الدرك الميداني» نوعًا من وحدات الشرطة العسكرية التابعة لجيوش مملكة ساكسونيا (من عام 1810) والإمبراطورية الألمانية وألمانيا النازية حتى انتهاء الحرب العالمية الثانية في أوروبا.

## التاريخ المبكر
في الفترة من 1810 إلى 1812، أسست ساكسونيا وفورتمبرغ وبروسيا وبافاريا قوة شرطة ريفية بعد نموذج الدرك الفرنسي نابليون.

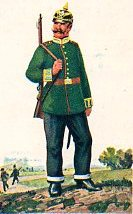
Preußischer Landgendarm der XI. الدرك-اللواء كاسل

كان موظفو الدرك البروسي (Königlich Preußische Landgendarmerie = الدرك الملكي للدولة البروسية) من ضباط المشاة وضباط الفرسان المعروفين جيدًا بعد أن قضوا وقت خدمتهم المعتاد في الجيش وبعض المكاتب الميدانية. من الناحية الرسمية، كانوا لا يزالون عسكريين، مجهزين ومدفوعين من قبل وزارة الحرب، لكن في زمن السلم كانوا ملحقين بوزارة الداخلية، يعملون كشرطة عادية أو كشرطة مثبتة. إذا كانت هناك حاجة إلى المزيد من القوى العاملة، فقد تم إعارة عدد من فرق المشاة العادية وسلاح الفرسان إلى فيلق الدرك تحت إشراف ضباط الصف السابقين/الدرك السابقين. كان الزي الرسمي لفيلدجنديرميري متطابقًا مع لباس الجندي الأمريكي.
عند اندلاع الحرب العالمية الأولى، ضمت فيلدجندري 33 فيلق. كان لكل منهم 60 رجلاً واثنان من ضباط الصف. بحلول عام 1918، تم توسيع عدد الفيالق إلى 115 وحدة.
بعد الحرب العالمية الأولى، تم تفكيك جميع وحدات الشرطة العسكرية ولم تكن هناك وحدات شرطة في عهد جمهورية فايمار بين الحربين. وكانت حماة تقوم بدوريات من قبل جنود نظاميين يؤدون مهام الشرطة العسكرية.

## ألمانيا النازية

راية القيادة لفيالق فيلدجندري خلال الحرب العالمية الثانية.

عندما وصل أدولف هتلر إلى السلطة في عام 1933، أعيد إدخال فيلدجندري إلى فيرماخت. تلقت الوحدات الجديدة تدريبا كاملا للمشاة وتم منحها صلاحيات واسعة للشرطة. تم إنشاء مدرسة للشرطة العسكرية في بوتسدام، بالقرب من برلين لتدريب أفراد فيلدجندري. وشملت الموضوعات القانون الجنائي، وسلطات الشرطة العامة والخاصة ومهام إعداد التقارير وقانون الجوازات وتحديد الهوية والتدريب على الأسلحة وتقنيات الدفاع عن النفس ومنهجية الشرطة الجنائية والإدارة العامة.
خدم جميع المرشحين المحتملين في قيادة فيلدجندريبعد الفصل الأول من الامتحانات. استمرت الدورات لمدة عام وكانت معدلات الفشل الرسوب: في عام 1935، تخرج 89 جنديًا فقط من العدد الأولي الذي بلغ 219 مرشحًا. تم استخدام فيلدجندريداخل فرق الجيش وكوحدات قائمة بذاتها تحت قيادة فيلق الجيش. غالبًا ما كانوا يعملون بالتعاون الوثيق مع Geheime Feldpolizei ((بالإنجليزية: Secret Field Police)، قادة المنطقة وقوات الأمن الخاصة وقادة الشرطة.

## الحرب العالمية الثانية

### عمليات

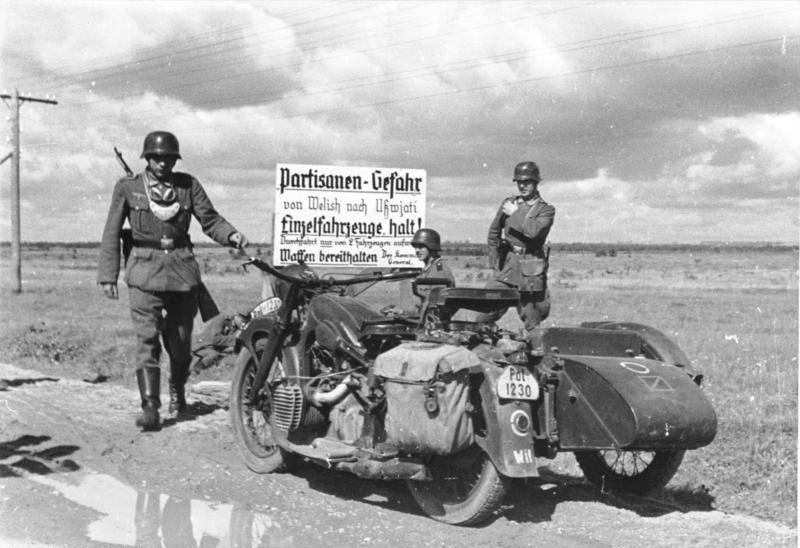
فيلدجندري العاملة في روسيا المحتلة، يوليو 1941. علامة يقول «الخطر الحزبي قدما. مركبات واحدة توقف! امسك الاسلحة».

تم بشكل عام تكليف وحدات فيلدجندري بمهام الاحتلال في المناطق الخاضعة مباشرة لسيطرة فيرماخت. تراوحت واجباتهم في مراقبة المناطق الواقعة خلف الخطوط الأمامية من مراقبة المرور المباشرة والسيطرة على السكان إلى قمع الثوار وإلقاء القبض على مهربي العدو.
عندما انتقلت الوحدات القتالية إلى خارج المنطقة، سينتهي دور قوات الدرك الفيدرالية رسميًا حيث تم نقل السيطرة إلى سلطات الاحتلال الخاضعة لسيطرة الحزب النازي وقوات الأمن الخاصة. لكن من المعروف أن وحدات فيلدجندري ساعدت قوات الأمن الخاصة في ارتكاب جرائم حرب في المناطق المحتلة. شاركت وحدات فيلدجندري بنشاط في عمليات الصيد لليهود، بما في ذلك في أوروبا الغربية.
ولكن بحلول عام 1943 مع تغير مجرى الحرب لألمانيا النازية، تم تكليف الفيلدجندري بمهمة الحفاظ على الانضباط في الفيرماخت. تم إعدام العديد من الجنود العاديين الذين يُعتبرون فارين من قبل وحدات قوات الدرك. وقد أكسبهم ذلك «كيتنهوند» المزدحم ((بالإنجليزية: chained dogs)) بعد البرج كانوا يرتدون زيهم الرسمي. أعطى رجال الشرطة التعسفي والوحشي لهم لقب آخر Heldenklauer ((بالإنجليزية: hero-snatcher) لأنهم قاموا بفحص اللاجئين ووسائل النقل في المستشفيات بحثاً عن الهاربين المحتملين بأوامر بقتل أشخاص يشتبه في أنهم من المحتالين. كما سيتم فحص أفراد القيادة الخلفية بحثًا عن تصاريح تسمح لهم بالابتعاد عن المقدمة.

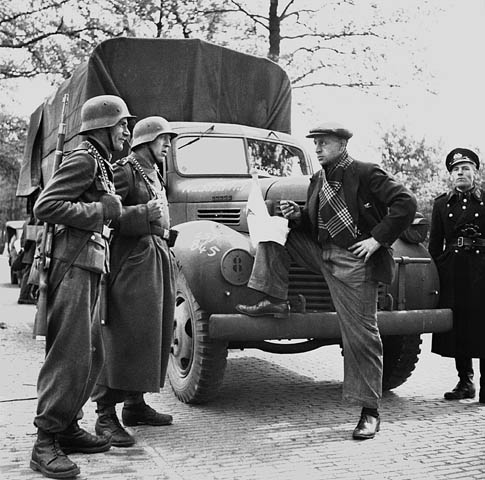
يحرس فيلدجندري شاحنة طعام في هولندا في عام 1945.

أدار سلاح الفلدج أيضًا الكتيبة Strafbattion ((بالإنجليزية: Penal Battalion)) وهي وحدات عقوبة الفيرماخت التي تم إنشاؤها للجنود المدانين من قبل محكمة عسكرية وحكم عليهم بالإعدام المؤجل.
ارتدى SS-Feldgendarmerie نفس الزي الرسمي التي كان يرتديها نظرائهم في هير، لكن كان لديهم لقب إضافي يشير إلى أنهم كانوا شرطة عسكرية. بشكل عام، قاموا بنفس دور الشرطة، مثل السيطرة على المناطق الخلفية، لكنهم قاموا أيضًا بعمليات مكافحة التمرد والإبادة مع أينزاتسغروبن ضد اليهود والمقاتلين والذين يعتبرون «أعداء الرايخ». تتمتع وحدات قوات الأمن الخاصة هذه بسمعة قوية لكونها منفذة صارمة للقانون العسكري. الملقب Kopf Jäger (رئيس الصيادين)، كما أنها تعقبت وعاقبت أولئك الذين يعتبرون فارين. من عام 1944 فصاعدًا، مُنح الأعضاء السابقون فيشرطة النظام الذين يعملون مع قوات الأمن الخاصة في فافن إس إس، سلطات وواجبات الشرطة العسكرية. تم الإشارة إلى هذه SS-Feldgendarmerie الخاصة بشارة من نسر polizei يرتدى على أسفل الأكمام.
في يناير 1944 عندما بدأ الجيش الأحمر يتقدم على الجبهة الشرقية، تم استبدال قوة فيلدجندري بإنشاء Feldjägerkorps . استجابة فقط للقيادة العليا الألمانية (OKW)، تم تأسيس أفواجها الثلاثة للحفاظ على الانضباط والتماسك العسكري في جميع فروع الفيرماخت (بما في ذلك فيلدجندري). تم تجنيد Feldjägers من ضباط مزينين بالقتال ومن ضباط الصف. كان لديهم السلطة العسكرية لقيادة العليا الألمانية للقبض على الضباط والجنود وإعدامهم من الفيرماخت أو قوات الأمن الخاصة بسبب الهجر والانهزامية وغيرها من انتهاكات بحق الواجب. كان لكل وحدة من وحدات Feldjäger قيادة "Fliegendes Standgericht" (محاكمة الطبول الطائرة / محكمة الطيران العسكرية)، التي تضم ثلاثة قضاة.
على الرغم من استسلام جميع القوات الألمانية في مايو 1945، سُمح لبعض وحدات فيلدجندري و Feldjägerkorps في المناطق الغربية من ألمانيا المحتلة بالاحتفاظ بأسلحتها من قبل الحلفاء بسبب عدد الأسرى الذين تطلبوا الحراسة والمعالجة. على سبيل المثال، استخدم الفيلق البريطاني الثامن المتمركز في شليسفيغ هولشتاين فوجًا كاملًا من المتطوعين من فيلدجندري للحفاظ على الانضباط في مركز التسريح في ميلدورف. تم التعرف على الشرطة العسكرية التي أعيد تنشيطها، والتي حصلت على حصص إعاشة إضافية كأجر، من خلال شارة تنص على Wehrmachtordnungstruppe (قوات أمر القوات المسلحة). في يونيو 1946، بعد أكثر من 12 شهرًا من النهاية الرسمية للحرب العالمية الثانية، أصبح فيلدجندري آخر الوحدات الألمانية التي سلمت أسلحتها.

## روابط خارجية
- مؤرخ مستقل صفحة عن تاريخ الألمانية Feldgendarmerie و Feldjäger نسخة محفوظة 5 فبراير 2012 على موقع واي باك مشين.
- جميع أزرار أكمام مختلفة يرتديها Feldgendarmerie